# ウサマ・タンナーヌ
ウサマ・タンナーヌ（Oussama Tannane、1994年3月23日 - ）はモロッコ出身のサッカー選手。スュペル・リグ・ギョズテペSKに所属している。ポジションはFW。オランダでの発音は「タナーネ」が近い。

## 経歴
2012-13シーズンにエールディヴィジのSCヘーレンフェーンでデビューし、シーズン終了後に同リーグのヘラクレス・アルメロに移籍した。2015年8月22日のSCカンブール・レーワルデン戦で初ゴールを決める。
2016年1月にリーグ・アンのASサンテティエンヌに移籍。加入直後のFCボルドー戦でデビューし、初ゴールも決めた。
2017年9月1日に、ラ・リーガのUDラス・パルマスにシーズン終了までのローン移籍をした。しかしラス・パルマスの所在地が離島だった上、スペイン語も話せなかったことにより、冬の移籍市場でローンを打ち切り、サンテティエンヌに復帰した。
2018年8月12日、エールディヴィジのFCユトレヒトにシーズン終了までのローン移籍をした。
2019年7月21日、フィテッセに3年契約で加入した。
2022年1月8日、ギョズテペSKに移籍した。

## 代表歴
2016年3月のカーボベルデ代表との試合でモロッコ代表デビューを果たした。